# Aéroport d'Armstrong
L'aéroport d’Armstrong est un aéroport situé en Ontario, au Canada.